# Есень (станція)
Есе́нь — вантажна залізнична станція 5-го класу Ужгородської дирекції Львівської залізниці на лінії Батьово — Чоп між станціями Батьово (6 км) та Чоп (10 км). Розташована у селі Петрівка Ужгородського району Закарпатської області.

## Історія
Час відкриття станції наразі не встановлений. Вона виникла на збудованій у 1872 році лінії Чоп — Батьово — Мукачево. Під час побудови залізниці станції не існувало, адже вона не фігурує на австрійській мапі 1889 року, проте на мапі 1948 року станція вже зазначена.
1962 року станція електрифікована постійним струмом (=3 кВ) у складі дільниці Мукачево — Чоп.

## Пасажирське сполучення
На станції зупиняються приміські електропоїзди, що прямують до кінцевих станцій Львів, Мукачево, Сянки, Чоп.